# Varssel
Varssel is een buurtschap in de gemeente Bronckhorst in de Nederlandse provincie Gelderland.
Varssel staat bekend om de wegraces voor motoren, die elk jaar in mei op de Varsselring (een stratencircuit) wordt georganiseerd.
Een markant punt is het overblijfsel van de Varsselse molen, een voormalige bovenkruier. Al in 1915 is de molen ontwiekt. Bij de stormramp van 1925 vloog de kap van de molen.
In Varssel bevindt zich ook een golfbaan van het landgoed Zelle. Door de teruglopende inkomsten uit de akkerbouw in de laatste decennia van de 20e eeuw is een deel van de landbouwgronden van huize 't Zelle gebruikt voor deze golfbaan. Tevens werden er vakantiehuizen op dit landgoed gebouwd.

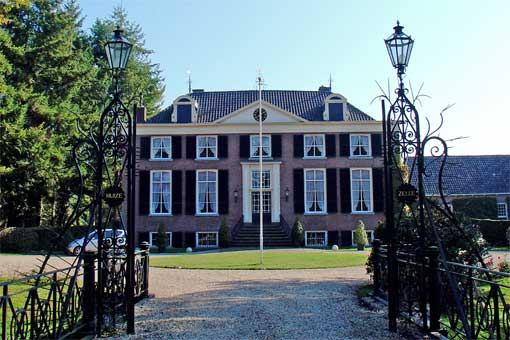
Huize 't Zelle bij Varssel
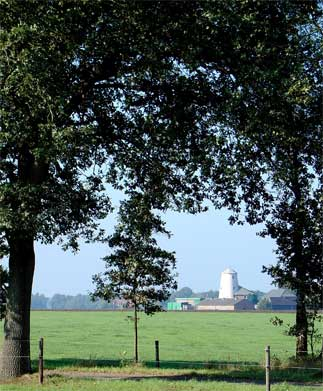
Zicht op Varssel
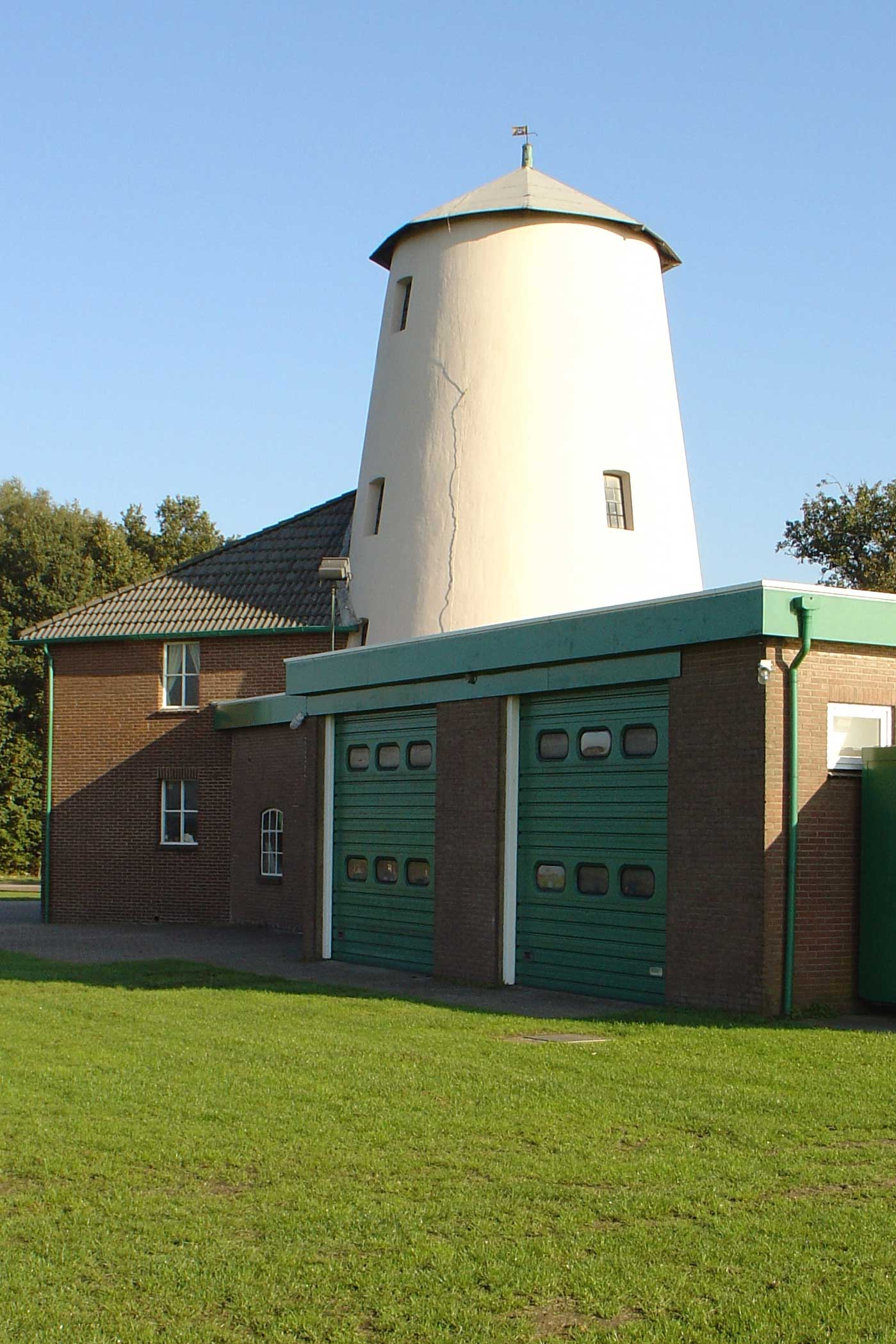
De Varsselse molen

Hoofdplaats: Hengelo      Stadjes: Bronkhorst · Laag-Keppel

Dorpen: Achter-Drempt · Baak · Drempt · Halle · Hengelo · Hoog-Keppel · Hummelo · Keijenborg · Kranenburg · Olburgen · Steenderen · Toldijk · Velswijk · Vierakker · Voor-Drempt · Vorden · Wichmond · Zelhem

Buurtschappen: Bekveld · Delden · Dunsborg · Eldrik · Gooi · Halle-Heide · Halle-Nijman · Heidenhoek · Heurne (deels) · Linde · De Meene · Medler · Meuhoek · Mossel · Noordink · Oosterwijk · Rha · Varssel · Veldhoek (deels) · Veldwijk · Wassinkbrink · Wientjesvoort · Wildenborch · Winkelshoek · Wittebrink · Wolfersveen

Voormalige gemeenten: Hengelo · Hummelo en Keppel · Steenderen · Vorden · Zelhem

Gelderland · Steden en dorpen in Gelderland      Nederland · Provincies · Gemeenten